# Iglesia de la Purísima Concepción (Álamos)
El templo o parroquia de La Purísima Concepción de la ciudad de Álamos, en el estado de Sonora, el antiguo Real de Minas de La Purísima Concepción de los Álamos, es el edificio representativo de la ciudad, sin embargo, el que actualmente se conoce es el tercero que ha existido en el mismo lugar y bajo el mismo título de Templo Parroquial.

## Su construcción
A finales del siglo XVII, cuando se fundó el Real de Los Álamos o de los Frayles, como también se le conocía, se construyó una iglesia con gruesas paredes de adobe estucadas de blanco, con techo de vigas de amapa, suficiente para cumplir con los requirimientos del poblado de la época; tiempo después, en la década de 1720, el entonces cura párroco Pedro Gabriel de Aragón tuvo la iniciativa de construir un templo más acorde al ya importante y rico Real de Minas, para lo que solicitó el apoyo de los principales vecinos, luego en 1786 el obispo De los Reyes inició la construcción del templo actual, bajo la dirección de Juan Ross.

## Estructura y estilo
El arquitecto del actual templo fue el queretano don Juan Ross, pero a su muerte fue substituido por el maestro Camilo de San Martín, originario de Durango, según se lee en la fachada principal de la iglesia: «Se puso la primera piedra el día 2 de octubre de 1802 por el maestro Camilo de San Martín de Durango». No fue sino hasta la década de 1820 cuando quedó finalmente terminada y agregado el reloj italiano, que aún funciona, en 1821.
El estilo es barroco y neoclásico, de piedra y cantera en su exterior, y en su interior una nave central y dos laterales con arcos de medio punto, un altar mayor y dos capillas laterales con retablos de cantera. Cuenta con una torre-campanario de tres cuerpos con una altura aproximada de 32 metros, una cúpula mayor y dos laterales, tiene tres entradas de arco de medio punto con pórticos de cantera.
El templo está dedicado a la Virgen María en su advocación de la Purísima Concepción, celebrando fiesta en su honor el día 8 de diciembre. En su interior se pueden encontrar algunos santos de bulto del siglo XIX y principios del XX, en pequeña cantidad ya que durante la intervención francesa el templo fue saqueado por los republicanos al mando del general Ángel Martínez y en el año de 1932 durante la Persecución Religiosa en Sonora.